# Col d'Ashigara
Le col d'Ashigara (足柄峠, Ashigara-tōge) est un col de montagne situé à la limite des préfectures de Kanagawa et Shizuoka près du mont Kintoki au Japon. Le col traverse les montagnes à une altitude de 759 m.

## Histoire
Le col, sur l'ancienne route du Tōkaidō, est décrit au VIIIe siècle dans le Man'yōshū. Il se trouve à cette époque à la limite des provinces de Sagami et Suruga à l'entrée de la région du Kantō. Un point de contrôle est construit en 899 et un château au XVIe siècle (tous deux ont disparu).